# Ingalls Building
Das Ingalls Building ist ein 16-stöckiges Hochhaus in Cincinnati im Bundesstaat Ohio der USA. Es wurde 1903 fertiggestellt und gilt als erstes Hochhaus in Stahlbetonbauweise. Es ist sowohl als ingenieurtechnisches Denkmal wie auch als geschichtliches Denkmal von nationaler Bedeutung ausgezeichnet.

## Geschichte
Das Gebäude ist nach Melville E. Ingalls benannt, einem Abgeordneter des Bundesstaates Massachusetts, der später Präsident der Cleveland, Cincinnati, Chicago and St. Louis Railway wurde. Er benötigte zwei Jahre, um die Stadtverwaltung von der Sicherheit seines Projektes, ein Hochhaus in Stahlbeton zu bauen, zu überzeugen. Die Skepsis der Verwaltung war groß, denn der höchste Stahlbetonbau war zu dieser Zeit gerade mal sechs Stockwerken hoch. Ingalls stütze sich auf die Erkenntnisse von Ernest Leslie Ransome, einem britisch stämmigen Bauingenieur, der bereits seit Mitte des 18. Jahrhunderts mit Stahlbeton arbeitete und Möglichkeiten zur Erhöhung seiner Festigkeit untersuchte. Im Jahr 1884 patentierte Ransome die Verwendung von verdrillten Bewehrungsstäben für den Stahlbetonbau, was eine Grundlage war für dessen den Einsatz bei großen, mehrstöckigen Gebäude bildete. Das 210 Fuß (ca. 64 m) hohe Gebäude wurde so konzipiert, dass die Bodenplatte jedes Stockwerks eine starre Membran bildet und damit das Gebäude für die Aufnahme von Windlasten stabilisiert.